# Schlacht von Yashima
Die Schlacht von Yashima (jap. 屋島の戦い, Yashima no tatakai) fand am 22. März 1185 zum Ende des Genpei-Krieges statt.
Nach einer langen Serie von Niederlagen zog sich der Taira-Clan nach Yashima zurück (heute Takamatsu in der Präfektur Kagawa), direkt bei der Küste von Shikoku an der Seto-Inlandsee gelegen. Hier hatten sie eine Festung und einen improvisierten Palast für den minderjährigen Kaiser Antoku und die Throninsignien Japans, die sie früher im Jahr in ihren Besitz bringen konnten.
Minamoto no Yoshitsune, der nach einer Pause von einigen Monaten in den Auseinandersetzungen von Kyōto aufbrach, traf in Shikoku mit einer kleinen Streitmacht von nur etwa 100 Mann ein. Die meisten seiner Schiffe waren in einem Sturm am Tag zuvor zerstört worden oder verloren gegangen. Er wurde jedoch durch einen Alliierten, Kajiwara Kagetoki, mit Nachschub versorgt.
Die Taira erwarteten einen Seeangriff, daher ließ Minamoto no Yoshitsune auf Shikoku im Rücken des Feindes Feuer anzünden, um die Taira glauben zu machen, dass eine große Streitmacht sich von Land nähere.
Diese gaben Festung und Palast auf und zogen sich mit dem Kaiser und den Thronregalien auf ihre Schiffe zurück.
Danach kam es zu dem bekanntesten Ereignis in der Geschichte des japanischen Bogenschießens, bei dem Nasu no Yoichi einen von den Taira am Mast eines Schiffes befestigten Fächer mit dem ersten Schuss traf (siehe Yabusame).
Die Minamoto hatten zwar die Schlacht gewonnen, aber die Mehrheit der Taira konnte per Schiff nach Dan-no-ura entkommen, wo sie etwa einen Monat später in der Schlacht von Dan-no-ura endgültig besiegt wurden.